# Гинденбург, Оскар фон
Оскар Вильгельм Роберт Пауль Людвиг Хельмут фон Бенекендорф унд фон Гинденбург (нем. Oskar Wilhelm Robert Paul Ludwig Hellmuth von Beneckendorff und von Hindenburg; 31 января 1883, Кёнигсберг — 12 февраля 1960, Бад-Гарцбург) — немецкий государственный и военный деятель. Сын Пауля фон Гинденбурга и его супруги Гертруды. Генерал-лейтенант (01.04.1942). Окончил Академию Генерального штаба.

## Биография
Родился в Кёнигсберге в Восточной Пруссии (ныне Калининград, Россия). Как и его отец, служил в германской армии. Сперва его карьера не продвигалась, так как начальство не считало его толковым офицером. Одна из частей, где он служил, был 3-й Гвардейский полк, где он подружился с Куртом фон Шлейхером. Когда его отец стал героем Первой мировой войны, карьера Оскара фон Гинденбурга, благодаря звучной фамилии, пошла в гору. Во время войны Гинденбург, достигший чина майора, служил при отце офицером связи. 
Когда Пауль фон Гинденбург в 1925 году стал президентом Веймарской республики, Оскар фон Гинденбург служил его адъютантом. В качестве ближайшего друга и советника отца сын пользовался определенной закулисной властью. Именно он контролировал доступ к президенту. В значительной степени благодаря дружбе с Гинденбургом-младшим фон Шлейхер стал канцлером (то есть премьер-министром) и одним из ближайших советников Гинденбурга-старшего. Это влияние, выходящее за рамки конституционных полномочий, дало повод публицисту и писателю Курту Тухольски иронически говорить о нём как о «не предусмотренном конституцией сыне президента». В январе 1933 года майор фон Гинденбург, долгое время выступавший против того, чтобы его отец назначил канцлером Адольфа Гитлера, был переубеждён Францем фон Папеном. Фон Папен планировал сделать Гитлера канцлером, а сам, в качестве вице-канцлера, контролировать его из-за кулис. Частично именно из-за этого давления со стороны майора фон Гинденбурга его отец назначил Гитлера канцлером.
Вскоре после смерти отца в августе 1934 года майор фон Гинденбург обратился по радио к германскому народу (18 августа) с просьбой сказать «да» на референдуме, проводившемся на следующий день. Вопрос, выставленный на всенародное голосование, касался одобрения объединения Гитлером постов президента и канцлера. Свыше 90 % проголосовало «за».
Уильям Ширер в своей книге «Восход и падение Третьего Рейха» утверждает, что Оскар фон Гинденбург получил чин генерал-майора после этого плебисцита и что после этого он остался лояльным нацистом. Хотя он исчезает из истории нацистской Германии после этого плебисцита, Ширер подчеркивает, что этот заключительный акт обретения власти был жизненно необходим Гитлеру. Автор считает, что Гитлер вообще мог не прийти к власти без использования влияния Оскара фон Гинденбурга на отца. Правительство канцлера фон Шлейхера пало 28 января 1933 года. Франц фон Папен, который ранее был рейхсканцлером, пока его в декабре 1932 года не сменил Шлейхер, вёл за спиной Гитлера переговоры с целью вновь стать канцлером президентского правительства (то есть такого, которое согласно 48-й статье Веймарской конституции действует на основании президентского декрета без поддержки партий) и почти в этом преуспел, но этого не случилось в значительной мере из-за влияния Оскара фон Гинденбурга на отца. При всей важности остальных факторов, без закулисного влияния Оскара фон Гинденбурга и государственного секретаря Майснера Гитлеру было бы тяжело убедить Пауля фон Гинденбурга пригласить «этого австрийского ефрейтора» и нацистов к формированию правительства. Другое очевидное проявление влияния Оскара в пользу Гитлера связано с желательностью коалиционного правительства с националистической партией. Этот план едва не был отменен в последний момент, так как партнеры по коалиции были увлечены спорами вокруг назначений в будущем кабинете (нацисты в нем были в абсолютном меньшинстве – 8:3). Они заставили рейхспрезидента Гинденбурга ждать, Гитлер опоздал на встречу, на которой он должен был быть назначен канцлером. Гинденбург в раздражении почти отменил встречу. Гитлер, будучи назначен канцлером, не был в этом уверен до тех пор, пока это не было официально провозглашено. Благодаря Оскару фон Гинденбургу и его работе с отцом (с точки зрения Ширера) баланс сместился в пользу Гитлера. Ширер также утверждает, что Гинденбург-младший получил дополнительные 5000 акров земли к своим поместьям в Нойдеке в дополнение к быстрому повышению в чине. 
Когда в конце Второй мировой войны советские войска подошли к границам Германии, он руководил демонтажом Танненбергского мемориала, поставленного в честь победы его отца над русскими в 1914 году под Танненбергом (Восточно-Прусская операция (1914)). Он также устроил перемещение останков отца на запад. Позже участвовал в Нюрнбергском процессе как свидетель против Франца фон Папена.
В 1956 году выиграл судебное дело против южногерманского издательства, которое посмертно опубликовало книгу барона Ервейна фон Аретина «Корона и цепи. Воспоминания баварского дворянина», но не смогло доказать обвинения в том, что Гинденбург незаконно получил в 1930 году финансирование в рамках «Остхильфе», программы Веймарской республики по оказанию помощи сельскому хозяйству на востоке Германии. 
Скончался в Бад-Гарцбурге (ФРГ) 12 февраля 1960 года.
Был женат на Маргарет фон Маренхольтц (1897–1988), имел четырёх детей.

## Хронология
- в 1903 году был произведен в лейтенанты и направлен в 3-й гвардейский пехотный полк. В составе полка участвовал в Первой мировой войне.
- в 20-х годах назначен адъютантом при своём отце Пауле фон Гинденбурге.
- в 1925 году военный адъютант при рейхспрезиденте Пауле фон Гинденбурге.
- с началом Второй мировой войны призван в армию и сентябре 1939 назначен заместителем командира I армейского корпуса.
- в ноябре 1939 года переведён на тыловые должности, а с 1941 года командующий лагерем военнопленных в Восточной Пруссии.
- 30.09.1942 года в отставке в чине генерал-майора.
- с февраля 1945 года в отставке, после войны проживал в ФРГ.

## Звания
- Лейтенант (22 марта 1903)
- Обер-лейтенант (19 июня 1912)
- Капитан (8 ноября 1914)
- Майор (25 января 1924)
- Подполковник (1 февраля 1929)
- Полковник (1 февраля 1932)
- Генерал-майор (1 сентября 1940)
- Генерал-лейтенант (1 апреля 1942)